# Interlands Ecuadoraans voetbalelftal 1990-1999
Deze pagina toont een chronologisch en gedetailleerd overzicht van de interlands die het Ecuadoraans voetbalelftal speelde in de periode 1990 – 1999.

## Interlands

### 1990
- geen interlands gespeeld

### 1991
|                                                   |      |             |         |                                                                                     |
| 5 juni Vriendschappelijk № 184 «onderlinge duels» | Peru | 0 – 1       | Ecuador | Estadio Nacional, Lima Toeschouwers: 10.000 Scheidsrechter: Fernando Chappell (PER) |
| 5 juni Vriendschappelijk № 184 «onderlinge duels» |      | 50' Ivo Ron |         | Estadio Nacional, Lima Toeschouwers: 10.000 Scheidsrechter: Fernando Chappell (PER) |

|                                                    |                                        |       |                       |                                                                                   |
| 19 juni Vriendschappelijk № 185 «onderlinge duels» | Ecuador                                | 2 – 1 | Chili                 | Estadio Modelo, Guayaquil Toeschouwers: 35.000 Scheidsrechter: Luis Naranjo (ECU) |
| 19 juni Vriendschappelijk № 185 «onderlinge duels» | Juan Carlos Garay 7' José Guerrero 70' |       | 10' (pen.) Jaime Vera | Estadio Modelo, Guayaquil Toeschouwers: 35.000 Scheidsrechter: Luis Naranjo (ECU) |

|                                                    |                             |       |                               |                                                                                     |
| 25 juni Vriendschappelijk № 186 «onderlinge duels» | Ecuador                     | 2 – 2 | Peru                          | Estadio Modelo, Guayaquil Toeschouwers: 10.000 Scheidsrechter: Jorge Orellana (ECU) |
| 25 juni Vriendschappelijk № 186 «onderlinge duels» | Nixon Carcelén Carlos Muñoz |       | Jorge Hirano Martin Rodríguez | Estadio Modelo, Guayaquil Toeschouwers: 10.000 Scheidsrechter: Jorge Orellana (ECU) |

|                                                    |                                                |       |                   |                                                                                     |
| 30 juni Vriendschappelijk № 187 «onderlinge duels» | Chili                                          | 3 – 1 | Ecuador           | Estadio Nacional, Santiago Toeschouwers: 25.000 Scheidsrechter: Carlos Robles (CHI) |
| 30 juni Vriendschappelijk № 187 «onderlinge duels» | Hugo Rubio 7' Hugo Rubio 28' Iván Zamorano 44' |       | 49' Álex Aguinaga | Estadio Nacional, Santiago Toeschouwers: 25.000 Scheidsrechter: Carlos Robles (CHI) |

| Copa América |
| ------------ |

|                                                      |                     |       |         |                                                                                         |
| 7 juli Copa América Groep B № 188 «onderlinge duels» | Colombia            | 1 – 0 | Ecuador | Estadio Playa Ancha, Valparaíso Toeschouwers: 15.000 Scheidsrechter: Juan Escobar (PAR) |
| 7 juli Copa América Groep B № 188 «onderlinge duels» | Antony de Ávila 25' |       |         | Estadio Playa Ancha, Valparaíso Toeschouwers: 15.000 Scheidsrechter: Juan Escobar (PAR) |

|                                                      |                           |       |                   |                                                                                          |
| 9 juli Copa América Groep B № 189 «onderlinge duels» | Uruguay                   | 1 – 1 | Ecuador           | Estadio Sausalito, Viña del Mar Toeschouwers: 18.430 Scheidsrechter: Gastón Castro (CHI) |
| 9 juli Copa América Groep B № 189 «onderlinge duels» | Gustavo Méndez 47' (pen.) |       | 43' Álex Aguinaga | Estadio Sausalito, Viña del Mar Toeschouwers: 18.430 Scheidsrechter: Gastón Castro (CHI) |

|                                                       |                                                                            |       |         |                                                                                          |
| 13 juli Copa América Groep B № 190 «onderlinge duels» | Ecuador                                                                    | 4 – 0 | Bolivia | Estadio Sausalito, Viña del Mar Toeschouwers: 19.000 Scheidsrechter: Gastón Castro (CHI) |
| 13 juli Copa América Groep B № 190 «onderlinge duels» | Álex Aguinaga 32' Raúl Avilés 42' Raúl Avilés 73' Erwin Ramírez 79' (pen.) |       |         | Estadio Sausalito, Viña del Mar Toeschouwers: 19.000 Scheidsrechter: Gastón Castro (CHI) |

|                                                       |                                                         |       |                  |                                                                                         |
| 15 juli Copa América Groep B № 191 «onderlinge duels» | Brazilië                                                | 3 – 1 | Ecuador          | Estadio Sausalito, Viña del Mar Toeschouwers: 19.000 Scheidsrechter: Juan Escobar (PAR) |
| 15 juli Copa América Groep B № 191 «onderlinge duels» | Mazinho Oliveira 8' Márcio Santos 54' Luís Henrique 89' |       | 12' Carlos Muñoz | Estadio Sausalito, Viña del Mar Toeschouwers: 19.000 Scheidsrechter: Juan Escobar (PAR) |

|  |  |  |  |  |  |  |  |  |

### 1992
|                                                   |                    |       |                         |                                                                                                |
| 24 mei Vriendschappelijk № 192 «onderlinge duels» | Guatemala          | 1 – 1 | Ecuador                 | Estadio Nacional Mateo, Guatemala-Stad Toeschouwers: 15.000 Scheidsrechter: Fredy Burgos (GUA) |
| 24 mei Vriendschappelijk № 192 «onderlinge duels» | Edwin Westphal 31' |       | 43' (pen.) Iván Hurtado | Estadio Nacional Mateo, Guatemala-Stad Toeschouwers: 15.000 Scheidsrechter: Fredy Burgos (GUA) |

|                                                   |                                            |       |                     |                                                                                              |
| 27 mei Vriendschappelijk № 193 «onderlinge duels» | Costa Rica                                 | 2 – 1 | Ecuador             | Estadio Ricardo Saprissa, San José Toeschouwers: 1.250 Scheidsrechter: Edgardo Codesal (CRC) |
| 27 mei Vriendschappelijk № 193 «onderlinge duels» | Luis Diego Arnáez 38' Mauricio Montero 44' |       | 89' Héctor Carabalí | Estadio Ricardo Saprissa, San José Toeschouwers: 1.250 Scheidsrechter: Edgardo Codesal (CRC) |

|                                                   |                                                           |       |                     |                                                                                              |
| 4 juli Vriendschappelijk № 194 «onderlinge duels» | Uruguay                                                   | 3 – 1 | Ecuador             | Estadio Centenario, Montevideo Toeschouwers: 15.000 Scheidsrechter: Juan Carlos Crespi (ARG) |
| 4 juli Vriendschappelijk № 194 «onderlinge duels» | Fernando Kanapkis 8' Adrián Paz 56' José Luis Zalazar 58' |       | 83' Ángel Fernández | Estadio Centenario, Montevideo Toeschouwers: 15.000 Scheidsrechter: Juan Carlos Crespi (ARG) |

|                                                       |                   |       |                   |                                                                                  |
| 6 augustus Vriendschappelijk № 195 «onderlinge duels» | Ecuador           | 1 – 1 | Costa Rica        | Estadio Modelo, Guayaquil Toeschouwers: 8.000 Scheidsrechter: Elías Jácome (ECU) |
| 6 augustus Vriendschappelijk № 195 «onderlinge duels» | Byron Tenorio 65' |       | 19' Geovanny Jara | Estadio Modelo, Guayaquil Toeschouwers: 8.000 Scheidsrechter: Elías Jácome (ECU) |

|                                                        |                     |       |                     |                                                                             |
| 24 november Vriendschappelijk № 196 «onderlinge duels» | Peru                | 1 – 1 | Ecuador             | Estadio Nacional, Lima Toeschouwers: 7.000 Scheidsrechter: José Arana (PER) |
| 24 november Vriendschappelijk № 196 «onderlinge duels» | Alberto Ramírez 53' |       | 4' Hjalmar Zambrano | Estadio Nacional, Lima Toeschouwers: 7.000 Scheidsrechter: José Arana (PER) |

### 1993
|                                                       |                     |       |                       |                                                                                       |
| 27 januari Vriendschappelijk № 197 «onderlinge duels» | Ecuador             | 1 – 1 | Wit-Rusland           | Estadio Monumental, Guayaquil Toeschouwers: 38.000 Scheidsrechter: Elías Jácome (ECU) |
| 27 januari Vriendschappelijk № 197 «onderlinge duels» | Ángel Fernández 38' |       | 69' Sergei Gerasimets | Estadio Monumental, Guayaquil Toeschouwers: 38.000 Scheidsrechter: Elías Jácome (ECU) |

|                                                       |                                                     |       |          |                                                                                           |
| 31 januari Vriendschappelijk № 198 «onderlinge duels» | Ecuador                                             | 3 – 0 | Roemenië | Estadio Monumental, Guayaquil Toeschouwers: 38.000 Scheidsrechter: Medardo Martínez (ECU) |
| 31 januari Vriendschappelijk № 198 «onderlinge duels» | Eduardo Hurtado 32' José Gavica 43' Raúl Avilés 77' |       |          | Estadio Monumental, Guayaquil Toeschouwers: 38.000 Scheidsrechter: Medardo Martínez (ECU) |

|                                                   |                     |       |      |                                                                                          |
| 30 mei Vriendschappelijk № 199 «onderlinge duels» | Ecuador             | 1 – 0 | Peru | Estadio Olímpico Atahualpa, Quito Toeschouwers: 24.000 Scheidsrechter: Marco Aguas (ECU) |
| 30 mei Vriendschappelijk № 199 «onderlinge duels» | Ángel Fernández 24' |       |      | Estadio Olímpico Atahualpa, Quito Toeschouwers: 24.000 Scheidsrechter: Marco Aguas (ECU) |

|                                                   |                 |       |                                       |                                                                                            |
| 9 juni Vriendschappelijk № 200 «onderlinge duels» | Ecuador         | 1 – 2 | Chili                                 | Estadio Olímpico Atahualpa, Quito Toeschouwers: 45.000 Scheidsrechter: Ángel Guevara (ECU) |
| 9 juni Vriendschappelijk № 200 «onderlinge duels» | Raúl Avilés 29' |       | 23' Jaime Pizarro 25' Rodrigo Barrera | Estadio Olímpico Atahualpa, Quito Toeschouwers: 45.000 Scheidsrechter: Ángel Guevara (ECU) |

| Copa América |
| ------------ |

|                                                       | |       |                        |                                                                                                 |
| 15 juni Copa América Groep A № 201 «onderlinge duels» | Ecuador | 6 – 1 | Venezuela              | Estadio Olímpico Atahualpa, Quito Toeschouwers: 45.000 Scheidsrechter: Francisco Lamolina (ARG) |
| 15 juni Copa América Groep A № 201 «onderlinge duels» | Carlos Muñoz 21' Raúl Noriega 33' Ángel Fernández 58' Eduardo Hurtado 65' Ángel Fernández 81' Álex Aguinaga 77' |       | 80' José Luis Dolgetta | Estadio Olímpico Atahualpa, Quito Toeschouwers: 45.000 Scheidsrechter: Francisco Lamolina (ARG) |

|                                                       |                                    |       |                  |                                                                                            |
| 19 juni Copa América Groep A № 202 «onderlinge duels» | Ecuador                            | 2 – 0 | Verenigde Staten | Estadio Olímpico Atahualpa, Quito Toeschouwers: 45.000 Scheidsrechter: Iván Guerrero (CHI) |
| 19 juni Copa América Groep A № 202 «onderlinge duels» | Raúl Avilés 9' Eduardo Hurtado 37' |       |                  | Estadio Olímpico Atahualpa, Quito Toeschouwers: 45.000 Scheidsrechter: Iván Guerrero (CHI) |

|                                                       |                                   |       |                       |                                                                                                 |
| 22 juni Copa América Groep A № 203 «onderlinge duels» | Ecuador                           | 2 – 1 | Uruguay               | Estadio Olímpico Atahualpa, Quito Toeschouwers: 45.000 Scheidsrechter: Francisco Lamolina (ARG) |
| 22 juni Copa América Groep A № 203 «onderlinge duels» | Raúl Avilés 28' Álex Aguinaga 88' |       | 65' Fernando Kanapkis | Estadio Olímpico Atahualpa, Quito Toeschouwers: 45.000 Scheidsrechter: Francisco Lamolina (ARG) |

|                                                            |                                                            |       |          |                                                                                             |
| 26 juni Copa América Kwartfinales № 204 «onderlinge duels» | Ecuador                                                    | 3 – 0 | Paraguay | Estadio Olímpico Atahualpa, Quito Toeschouwers: 45.000 Scheidsrechter: Márcio Rezende (BRA) |
| 26 juni Copa América Kwartfinales № 204 «onderlinge duels» | Eduardo Hurtado 33' Mario Ramírez 43' (ed) Raúl Avilés 81' |       |          | Estadio Olímpico Atahualpa, Quito Toeschouwers: 45.000 Scheidsrechter: Márcio Rezende (BRA) |

|                                                             |                                    |       |         |                                                                                             |
| 30 juni Copa América Halve finales № 205 «onderlinge duels» | Mexico                             | 2 – 0 | Ecuador | Estadio Olímpico Atahualpa, Quito Toeschouwers: 45.000 Scheidsrechter: Alberto Tejada (PER) |
| 30 juni Copa América Halve finales № 205 «onderlinge duels» | Hugo Sánchez 23' Ramón Ramírez 54' |       |         | Estadio Olímpico Atahualpa, Quito Toeschouwers: 45.000 Scheidsrechter: Alberto Tejada (PER) |

|                                                           |                     |       |         |                                                                                                  |
| 3 juli Copa América Troostfinale № 206 «onderlinge duels» | Colombia            | 1 – 0 | Ecuador | Estadio Reales Tamarindos, Portoviejo Toeschouwers: 18.000 Scheidsrechter: Alvaro Arboleda (VEN) |
| 3 juli Copa América Troostfinale № 206 «onderlinge duels» | Adolfo Valencia 86' |       |         | Estadio Reales Tamarindos, Portoviejo Toeschouwers: 18.000 Scheidsrechter: Alvaro Arboleda (VEN) |

|  |  |  |  |  |  |  |  |  |

|                                                  |         |       |          |                                                                                       |
| 18 juli WK-kwalificatie № 207 «onderlinge duels» | Ecuador | 0 – 0 | Brazilië | Estadio Monumental, Guayaquil Toeschouwers: 80.000 Scheidsrechter: Juan Loustau (ARG) |
| 18 juli WK-kwalificatie № 207 «onderlinge duels» |         |       |          | Estadio Monumental, Guayaquil Toeschouwers: 80.000 Scheidsrechter: Juan Loustau (ARG) |

|                                                     |         |       |         |                                                                                          |
| 1 augustus WK-kwalificatie № 208 «onderlinge duels» | Uruguay | 0 – 0 | Ecuador | Estadio Centenario, Montevideo Toeschouwers: 45.000 Scheidsrechter: Alberto Tejada (PER) |
| 1 augustus WK-kwalificatie № 208 «onderlinge duels» |         |       |         | Estadio Centenario, Montevideo Toeschouwers: 45.000 Scheidsrechter: Alberto Tejada (PER) |

|                                                     |                                                                                               |       |           |                                                                                                 |
| 8 augustus WK-kwalificatie № 209 «onderlinge duels» | Ecuador                                                                                       | 5 – 0 | Venezuela | Estadio Olímpico Atahualpa, Quito Toeschouwers: 15.000 Scheidsrechter: Francisco Lamolina (ARG) |
| 8 augustus WK-kwalificatie № 209 «onderlinge duels» | Carlos Muñoz 23' Eduardo Hurtado 40' Eduardo Hurtado 50' Cléber Chalá 60' Eduardo Hurtado 76' |       |           | Estadio Olímpico Atahualpa, Quito Toeschouwers: 15.000 Scheidsrechter: Francisco Lamolina (ARG) |

|                                                      |                  |       |         |                                                                                        |
| 15 augustus WK-kwalificatie № 210 «onderlinge duels» | Bolivia          | 1 – 0 | Ecuador | Estadio Hernando Siles, La Paz Toeschouwers: 47.500 Scheidsrechter: Hernán Silva (CHI) |
| 15 augustus WK-kwalificatie № 210 «onderlinge duels» | Luis Ramallo 18' |       |         | Estadio Hernando Siles, La Paz Toeschouwers: 47.500 Scheidsrechter: Hernán Silva (CHI) |

|                                                      |                      |       |         |                                                                                             |
| 22 augustus WK-kwalificatie № 211 «onderlinge duels» | Brazilië             | 2 – 0 | Ecuador | Estádio do Morumbi, São Paulo Toeschouwers: 78.000 Scheidsrechter: José Torres Cadena (COL) |
| 22 augustus WK-kwalificatie № 211 «onderlinge duels» | Bebeto 34' Dunga 54' |       |         | Estádio do Morumbi, São Paulo Toeschouwers: 78.000 Scheidsrechter: José Torres Cadena (COL) |

|                                                      |         |                |         |                                                                                        |
| 5 september WK-kwalificatie № 212 «onderlinge duels» | Ecuador | 0 – 1          | Uruguay | Estadio Monumental, Guayaquil Toeschouwers: 55.000 Scheidsrechter: Enrique Marín (CHI) |
| 5 september WK-kwalificatie № 212 «onderlinge duels» |         | 10' Rubén Sosa |         | Estadio Monumental, Guayaquil Toeschouwers: 55.000 Scheidsrechter: Enrique Marín (CHI) |

|                                                       |                                         |       |                  | |
| 12 september WK-kwalificatie № 213 «onderlinge duels» | Venezuela                               | 2 – 1 | Ecuador          | Estadio Polideportivo Cachamay, Ciudad Guayana Toeschouwers: 3.000 Scheidsrechter: Fernando Chappell (PER) |
| 12 september WK-kwalificatie № 213 «onderlinge duels» | Juan Enrique García 1' Luis Morales 51' |       | 5' Byron Tenorio | Estadio Polideportivo Cachamay, Ciudad Guayana Toeschouwers: 3.000 Scheidsrechter: Fernando Chappell (PER) |

|                                                       |                  |       |                  |                                                                                           |
| 19 september WK-kwalificatie № 214 «onderlinge duels» | Ecuador          | 1 – 1 | Bolivia          | Estadio Monumental, Guayaquil Toeschouwers: 10.000 Scheidsrechter: John Toro Rendon (COL) |
| 19 september WK-kwalificatie № 214 «onderlinge duels» | Raúl Noriega 72' |       | 45' Luis Ramallo | Estadio Monumental, Guayaquil Toeschouwers: 10.000 Scheidsrechter: John Toro Rendon (COL) |

### 1994
|                                                   |                   |       |            |                                                                                         |
| 25 mei Vriendschappelijk № 215 «onderlinge duels» | Ecuador           | 1 – 0 | Argentinië | Estadio Monumental, Guayaquil Toeschouwers: 35.000 Scheidsrechter: Jorge Orellana (ECU) |
| 25 mei Vriendschappelijk № 215 «onderlinge duels» | Byron Tenorio 72' |       |            | Estadio Monumental, Guayaquil Toeschouwers: 35.000 Scheidsrechter: Jorge Orellana (ECU) |

|                                                   |                                |       |                          |                                                                                        |
| 5 juni Vriendschappelijk № 216 «onderlinge duels» | Ecuador                        | 2 – 1 | Zuid-Korea               | Wakefield High School, Boston Toeschouwers: 3.000 Scheidsrechter: Edwin Resendes (USA) |
| 5 juni Vriendschappelijk № 216 «onderlinge duels» | Carlos Vernaza 34' Ivo Ron 77' |       | 60' (pen.) Hong Myung-Bo | Wakefield High School, Boston Toeschouwers: 3.000 Scheidsrechter: Edwin Resendes (USA) |

|                                                        |                                       |       |         |                                                                                        |
| 17 augustus Vriendschappelijk № 217 «onderlinge duels» | Peru                                  | 2 – 0 | Ecuador | Estadio Nacional, Lima Toeschouwers: 12.000 Scheidsrechter: Luis Ángel Seminario (PER) |
| 17 augustus Vriendschappelijk № 217 «onderlinge duels» | Roberto Palacios 31' Waldir Sáenz 67' |       |         | Estadio Nacional, Lima Toeschouwers: 12.000 Scheidsrechter: Luis Ángel Seminario (PER) |

|                                                         |         |       |      |                                                                                        |
| 21 september Vriendschappelijk № 218 «onderlinge duels» | Ecuador | 0 – 0 | Peru | Estadio 9 de Mayo, Machala Toeschouwers: onbekend Scheidsrechter: Jorge Orellana (ECU) |
| 21 september Vriendschappelijk № 218 «onderlinge duels» |         |       |      | Estadio 9 de Mayo, Machala Toeschouwers: onbekend Scheidsrechter: Jorge Orellana (ECU) |

### 1995
|                                           |                         |       |                                       |                                                                                            |
| 24 mei Kirin Cup № 219 «onderlinge duels» | Ecuador                 | 1 – 2 | Schotland                             | Toyama Athletic Stadium, Toyama Toeschouwers: 10.000 Scheidsrechter: Masayoshi Okada (JPN) |
| 24 mei Kirin Cup № 219 «onderlinge duels» | Iván Hurtado 68' (pen.) |       | 64' John Robertson 75' Steve Crawford | Toyama Athletic Stadium, Toyama Toeschouwers: 10.000 Scheidsrechter: Masayoshi Okada (JPN) |

|                                           |                                                                            |       |         |                                                                                           |
| 28 mei Kirin Cup № 220 «onderlinge duels» | Japan                                                                      | 3 – 0 | Ecuador | Olympisch Stadion, Tokio Toeschouwers: 53.438 Scheidsrechter: Lutz Michael Fröhlich (GER) |
| 28 mei Kirin Cup № 220 «onderlinge duels» | Masashi Nakayama 36' Kazuyoshi Miura 46' (pen.) Kazuyoshi Miura 53' (pen.) |       |         | Olympisch Stadion, Tokio Toeschouwers: 53.438 Scheidsrechter: Lutz Michael Fröhlich (GER) |

|                                           |                                                                                 |       |                    |                                                                                           |
| 4 juni Korea Cup № 221 «onderlinge duels» | Ecuador                                                                         | 4 – 1 | Zambia             | Changwon Civic Stadium, Changwon Toeschouwers: 18.000 Scheidsrechter: Lee Sang-Kwon (KOR) |
| 4 juni Korea Cup № 221 «onderlinge duels» | Eduardo Hurtado 19' Eduardo Hurtado 66' Eduardo Hurtado 78' Eduardo Hurtado 81' |       | 51' Johnson Bwayla | Changwon Civic Stadium, Changwon Toeschouwers: 18.000 Scheidsrechter: Lee Sang-Kwon (KOR) |

|                                            |                                      |       |                        |                                                                                  |
| 10 juni Korea Cup № 222 «onderlinge duels» | Ecuador                              | 2 – 1 | Costa Rica             | Olympisch Stadion, Seoul Toeschouwers: 50.000 Scheidsrechter: Cha Duk-Hwan (KOR) |
| 10 juni Korea Cup № 222 «onderlinge duels» | Eduardo Hurtado 37' Energio Díaz 57' |       | 76' Alexander Madrigal | Olympisch Stadion, Seoul Toeschouwers: 50.000 Scheidsrechter: Cha Duk-Hwan (KOR) |

|                                            |                  |       |        |                                                                                    |
| 12 juni Korea Cup № 223 «onderlinge duels» | Ecuador          | 1 – 0 | Zambia | Olympisch Stadion, Seoul Toeschouwers: 18.000 Scheidsrechter: Kim Kwang-Taik (KOR) |
| 12 juni Korea Cup № 223 «onderlinge duels» | Energio Díaz 57' |       |        | Olympisch Stadion, Seoul Toeschouwers: 18.000 Scheidsrechter: Kim Kwang-Taik (KOR) |

|                                                    |                   |       |         |                                                                                                 |
| 30 juni Vriendschappelijk № 224 «onderlinge duels» | Paraguay          | 1 – 0 | Ecuador | Estadio Defensores del Chaco, Asunción Toeschouwers: 10.000 Scheidsrechter: Carlos Robles (CHI) |
| 30 juni Vriendschappelijk № 224 «onderlinge duels» | Roberto Acuña 46' |       |         | Estadio Defensores del Chaco, Asunción Toeschouwers: 10.000 Scheidsrechter: Carlos Robles (CHI) |

| Copa América |
| ------------ |

|                                                      |              |       |         |                                                                                                  |
| 7 juli Copa América Groep B № 225 «onderlinge duels» | Brazilië     | 1 – 0 | Ecuador | Estadio Atilio Paiva Olivera, Rivera Toeschouwers: 10.000 Scheidsrechter: Javier Castrilli (ARG) |
| 7 juli Copa América Groep B № 225 «onderlinge duels» | Ronaldão 74' |       |         | Estadio Atilio Paiva Olivera, Rivera Toeschouwers: 10.000 Scheidsrechter: Javier Castrilli (ARG) |

|                                                       |                   |       |         |                                                                                           |
| 10 juli Copa América Groep B № 226 «onderlinge duels» | Colombia          | 1 – 0 | Ecuador | Estadio Atilio Paiva Olivera, Rivera Toeschouwers: 8.000 Scheidsrechter: Pablo Peña (BOL) |
| 10 juli Copa América Groep B № 226 «onderlinge duels» | Freddy Rincón 44' |       |         | Estadio Atilio Paiva Olivera, Rivera Toeschouwers: 8.000 Scheidsrechter: Pablo Peña (BOL) |

|                                                       |                         |       |                                | |
| 13 juli Copa América Groep B № 227 «onderlinge duels» | Peru                    | 1 – 2 | Ecuador                        | Estadio Atilio Paiva Olivera, Rivera Toeschouwers: 15.000 Scheidsrechter: Eduardo Dluzniewski (URU) |
| 13 juli Copa América Groep B № 227 «onderlinge duels» | Iván Hurtado 82' (e.d.) |       | 61' Energio Díaz 76' José Mora | Estadio Atilio Paiva Olivera, Rivera Toeschouwers: 15.000 Scheidsrechter: Eduardo Dluzniewski (URU) |

|  |  |  |  |  |  |  |  |  |

|                                                       |                                       |       |                                        |                                                                                           |
| 25 oktober Vriendschappelijk № 228 «onderlinge duels» | Bolivia                               | 2 – 2 | Ecuador                                | Estadio Ramón Tahuichi Aguilera, Santa Cruz Toeschouwers: 32.000 Scheidsrechter: onbekend |
| 25 oktober Vriendschappelijk № 228 «onderlinge duels» | Marco Etcheverry 2' Erwin Sánchez 29' |       | 41' Máximo Tenorio 89' Eduardo Hurtado | Estadio Ramón Tahuichi Aguilera, Santa Cruz Toeschouwers: 32.000 Scheidsrechter: onbekend |

### 1996
|                                                       |           |                     |         |                                                                                            |
| 2 februari Vriendschappelijk № 229 «onderlinge duels» | Venezuela | 0 – 1               | Ecuador | Estadio Brígido Iriarte, Caracas Toeschouwers: 6.000 Scheidsrechter: Lenin Rodríguez (VEN) |
| 2 februari Vriendschappelijk № 229 «onderlinge duels» |           | 55' Ángel Fernández |         | Estadio Brígido Iriarte, Caracas Toeschouwers: 6.000 Scheidsrechter: Lenin Rodríguez (VEN) |

|                                                        |                      |       |         |                                                                                           |
| 11 februari Vriendschappelijk № 230 «onderlinge duels» | Libanon              | 1 – 0 | Ecuador | Bourj Hammoud Stadion, Beiroet Toeschouwers: 6.000 Scheidsrechter: Ahmad Nabil Ayad (LEB) |
| 11 februari Vriendschappelijk № 230 «onderlinge duels» | Wartan Ghazarian 14' |       |         | Bourj Hammoud Stadion, Beiroet Toeschouwers: 6.000 Scheidsrechter: Ahmad Nabil Ayad (LEB) |

|                                                        |      |                                         |         |                                                                                               |
| 16 februari Vriendschappelijk № 231 «onderlinge duels» | Oman | 0 – 2                                   | Ecuador | King Fahd International Stadium, Riyadh Toeschouwers: 1.000 Scheidsrechter: Ali Khalifi (QAT) |
| 16 februari Vriendschappelijk № 231 «onderlinge duels» |      | 55' Eduardo Hurtado 70' Ángel Fernández |         | King Fahd International Stadium, Riyadh Toeschouwers: 1.000 Scheidsrechter: Ali Khalifi (QAT) |

|                                                        |                  |       |                    |                                                                                |
| 18 februari Vriendschappelijk № 232 «onderlinge duels» | Qatar            | 1 – 1 | Ecuador            | Al-Assad Stadion, Doha Toeschouwers: 1.000 Scheidsrechter: Jassen Alkari (QAT) |
| 18 februari Vriendschappelijk № 232 «onderlinge duels» | Ahmed Hassan 90' |       | 3' Eduardo Hurtado | Al-Assad Stadion, Doha Toeschouwers: 1.000 Scheidsrechter: Jassen Alkari (QAT) |

|                                                        |         |                                                          |         |                                                                               |
| 23 februari Vriendschappelijk № 233 «onderlinge duels» | Koeweit | 0 – 3                                                    | Ecuador | Al-Assad Stadion, Doha Toeschouwers: 1.000 Scheidsrechter: Hassan Johar (QAT) |
| 23 februari Vriendschappelijk № 233 «onderlinge duels» |         | 5' Máximo Tenorio 70' Eduardo Hurtado 80' Jorge Batallas |         | Al-Assad Stadion, Doha Toeschouwers: 1.000 Scheidsrechter: Hassan Johar (QAT) |

|                                                        |                      |       |                                         |                                                                                |
| 25 februari Vriendschappelijk № 234 «onderlinge duels» | Qatar                | 1 – 2 | Ecuador                                 | Al-Assad Stadion, Doha Toeschouwers: onbekend Scheidsrechter: Juma Alali (QAT) |
| 25 februari Vriendschappelijk № 234 «onderlinge duels» | Abdul Al-Obaidly 15' |       | 46' Eduardo Hurtado 73' Ángel Fernández | Al-Assad Stadion, Doha Toeschouwers: onbekend Scheidsrechter: Juma Alali (QAT) |

|                                                    |       |                     |         |                                                                          |
| 6 maart Vriendschappelijk № 235 «onderlinge duels» | Japan | 0 – 1               | Ecuador | Nagaragawa Stadion, Gifu Toeschouwers: onbekend Scheidsrechter: onbekend |
| 6 maart Vriendschappelijk № 235 «onderlinge duels» |       | 89' Eduardo Hurtado |         | Nagaragawa Stadion, Gifu Toeschouwers: onbekend Scheidsrechter: onbekend |

|                                                             |                                                                            |       |                      |                                                                                             |
| 24 april WK-kwalificatie № 236 «onderlinge duels» 20:45 uur | Ecuador                                                                    | 4 – 1 | Peru                 | Estadio Monumental, Guayaquil Toeschouwers: 60.000 Scheidsrechter: Julio Alcide Matto (URU) |
| 24 april WK-kwalificatie № 236 «onderlinge duels» 20:45 uur | Eduardo Hurtado 54' Maximo Tenório 65' José Gavica 78' Eduardo Hurtado 88' |       | 62' Roberto Palacios | Estadio Monumental, Guayaquil Toeschouwers: 60.000 Scheidsrechter: Julio Alcide Matto (URU) |

|                                                 |                                         |       |            |                                                                                                  |
| 2 juni WK-kwalificatie № 237 «onderlinge duels» | Ecuador                                 | 2 – 0 | Argentinië | Estadio Olímpico Atahualpa, Quito Toeschouwers: 41.500 Scheidsrechter: Armando Pérez Hoyos (COL) |
| 2 juni WK-kwalificatie № 237 «onderlinge duels» | Alberto Montaño 51' Eduardo Hurtado 89' |       |            | Estadio Olímpico Atahualpa, Quito Toeschouwers: 41.500 Scheidsrechter: Armando Pérez Hoyos (COL) |

|                                                    |                                                       |       |         |                                                                                                 |
| 30 juni Vriendschappelijk № 238 «onderlinge duels» | Ecuador                                               | 3 – 0 | Armenië | Estadio Reales Tamarindos, Portoviejo Toeschouwers: 12.000 Scheidsrechter: Roger Zambrano (ECU) |
| 30 juni Vriendschappelijk № 238 «onderlinge duels» | Gilson Simões 23' Ángel Fernández 48' José Gavica 75' |       |         | Estadio Reales Tamarindos, Portoviejo Toeschouwers: 12.000 Scheidsrechter: Roger Zambrano (ECU) |

|                                                 |                                                                        |       |                   |                                                                                  |
| 7 juli WK-kwalificatie № 239 «onderlinge duels» | Chili                                                                  | 4 – 1 | Ecuador           | Estadio Nacional, Santiago Toeschouwers: 69.000 Scheidsrechter: Pablo Peña (BOL) |
| 7 juli WK-kwalificatie № 239 «onderlinge duels» | Iván Zamorano 25' Marcelo Salas 75' Fabián Estay 83' Iván Zamorano 86' |       | 73' Álex Aguinaga | Estadio Nacional, Santiago Toeschouwers: 69.000 Scheidsrechter: Pablo Peña (BOL) |

|                                                        |                     |       |                    | |
| 15 augustus Vriendschappelijk № 240 «onderlinge duels» | Ecuador             | 1 – 1 | Costa Rica         | Estadio Alejandro Serrano Aguilar, Cuenca Toeschouwers: 6.000 Scheidsrechter: Jorge Orellana (ECU) |
| 15 augustus Vriendschappelijk № 240 «onderlinge duels» | Ángel Fernández 18' |       | 65' Gilbert Solano | Estadio Alejandro Serrano Aguilar, Cuenca Toeschouwers: 6.000 Scheidsrechter: Jorge Orellana (ECU) |

|                                                      |                  |       |           |                                                                                            |
| 1 september WK-kwalificatie № 241 «onderlinge duels» | Ecuador          | 1 – 0 | Venezuela | Estadio Olímpico Atahualpa, Quito Toeschouwers: 36.889 Scheidsrechter: Carlos Robles (CHI) |
| 1 september WK-kwalificatie № 241 «onderlinge duels» | Álex Aguinaga 4' |       |           | Estadio Olímpico Atahualpa, Quito Toeschouwers: 36.889 Scheidsrechter: Carlos Robles (CHI) |

|                                                      |                                           |       |                 |                                                                                        |
| 4 oktober Vriendschappelijk № 242 «onderlinge duels» | Ecuador                                   | 2 – 1 | Jamaica         | Estadio Bellavista, Ambato Toeschouwers: 18.000 Scheidsrechter: Mauricio Reinoso (ECU) |
| 4 oktober Vriendschappelijk № 242 «onderlinge duels» | Agustín Delgado 19' Agustín Delgado 90+2' |       | 43' Onandi Lowe | Estadio Bellavista, Ambato Toeschouwers: 18.000 Scheidsrechter: Mauricio Reinoso (ECU) |

|                                                    |         |                       |          |                                                                                               |
| 9 oktober WK-kwalificatie № 243 «onderlinge duels» | Ecuador | 0 – 1                 | Colombia | Estadio Olímpico Atahualpa, Quito Toeschouwers: 45.000 Scheidsrechter: Horacio Elizondo (ARG) |
| 9 oktober WK-kwalificatie № 243 «onderlinge duels» |         | 72' Faustino Asprilla |          | Estadio Olímpico Atahualpa, Quito Toeschouwers: 45.000 Scheidsrechter: Horacio Elizondo (ARG) |

|                                                       |        |                     |         |                                                                                                |
| 23 oktober Vriendschappelijk № 244 «onderlinge duels» | Mexico | 0 – 1               | Ecuador | Oakland-Alameda County Coliseum, Oakland Toeschouwers: 27.528 Scheidsrechter: Brian Hall (USA) |
| 23 oktober Vriendschappelijk № 244 «onderlinge duels» |        | 61' Héctor Carabalí |         | Oakland-Alameda County Coliseum, Oakland Toeschouwers: 27.528 Scheidsrechter: Brian Hall (USA) |

|                                                      |                    |       |         |                                                                                                  |
| 10 november WK-kwalificatie № 245 «onderlinge duels» | Paraguay           | 1 – 0 | Ecuador | Estadio Defensores del Chaco, Asunción Toeschouwers: 31.002 Scheidsrechter: Daniel Giménez (ARG) |
| 10 november WK-kwalificatie № 245 «onderlinge duels» | Miguel Benítez 24' |       |         | Estadio Defensores del Chaco, Asunción Toeschouwers: 31.002 Scheidsrechter: Daniel Giménez (ARG) |

### 1997
|                                                     |                                      |       |         |                                                                                      |
| 12 januari WK-kwalificatie № 246 «onderlinge duels» | Bolivia                              | 2 – 0 | Ecuador | Estadio Hernando Siles, La Paz Toeschouwers: 39.968 Scheidsrechter: Óscar Ruiz (COL) |
| 12 januari WK-kwalificatie № 246 «onderlinge duels» | Jaime Moreno 7' Marco Etcheverry 12' |       |         | Estadio Hernando Siles, La Paz Toeschouwers: 39.968 Scheidsrechter: Óscar Ruiz (COL) |

|                                                       |                                                         |       |                     |                                                                                         |
| 5 februari Vriendschappelijk № 247 «onderlinge duels» | Mexico                                                  | 3 – 1 | Ecuador             | Estadio Azteca, Mexico-Stad Toeschouwers: 15.000 Scheidsrechter: Benito Archundia (MEX) |
| 5 februari Vriendschappelijk № 247 «onderlinge duels» | Eustacio Rizo 35' Jared Borgetti 43' Damián Álvarez 77' |       | 83' Agustín Delgado | Estadio Azteca, Mexico-Stad Toeschouwers: 15.000 Scheidsrechter: Benito Archundia (MEX) |

|                                                      |                                                                           |       |         |                                                                                               |
| 12 februari WK-kwalificatie № 248 «onderlinge duels» | Ecuador                                                                   | 4 – 0 | Uruguay | Estadio Olimpico Atahualpa, Quito Toeschouwers: 18.000 Scheidsrechter: Javier Castrilli (ARG) |
| 12 februari WK-kwalificatie № 248 «onderlinge duels» | Álex Aguinaga 6' Agustín Delgado 69' Agustín Delgado 76' Cléber Chalá 86' |       |         | Estadio Olimpico Atahualpa, Quito Toeschouwers: 18.000 Scheidsrechter: Javier Castrilli (ARG) |

|                                                     |           |       |         |                                                                                               |
| 25 maart Vriendschappelijk № 249 «onderlinge duels» | Guatemala | 0 – 0 | Ecuador | Estadio Nacional Mateo Flores, Guatemala-Stad Toeschouwers: onbekend Scheidsrechter: onbekend |
| 25 maart Vriendschappelijk № 249 «onderlinge duels» |           |       |         | Estadio Nacional Mateo Flores, Guatemala-Stad Toeschouwers: onbekend Scheidsrechter: onbekend |

|                                                  |                      |       |                          |                                                                                    |
| 2 april WK-kwalificatie № 250 «onderlinge duels» | Peru                 | 1 – 1 | Ecuador                  | Estadio Nacional, Lima Toeschouwers: 45.000 Scheidsrechter: John Toro Rendón (COL) |
| 2 april WK-kwalificatie № 250 «onderlinge duels» | Roberto Palacios 59' |       | 79' (pen.) Álex Aguinaga | Estadio Nacional, Lima Toeschouwers: 45.000 Scheidsrechter: John Toro Rendón (COL) |

|                                                   |                                    |       |                   |                                                                                           |
| 30 april WK-kwalificatie № 251 «onderlinge duels» | Argentinië                         | 2 – 1 | Ecuador           | Estadio Monumental, Buenos Aires Toeschouwers: 62.300 Scheidsrechter: Félix Benegas (PAR) |
| 30 april WK-kwalificatie № 251 «onderlinge duels» | Ariel Ortega 18' Hernán Crespo 30' |       | 73' Álex Aguinaga | Estadio Monumental, Buenos Aires Toeschouwers: 62.300 Scheidsrechter: Félix Benegas (PAR) |

|                                                   |             |                                          |         |                                                                              |
| 28 mei Vriendschappelijk № 252 «onderlinge duels» | El Salvador | 0 – 2                                    | Ecuador | Estadio Cuscatlán, San Salvador Toeschouwers: 8.000 Scheidsrechter: onbekend |
| 28 mei Vriendschappelijk № 252 «onderlinge duels» |             | 9' Ariel Graziani 81' Oswaldo de la Cruz |         | Estadio Cuscatlán, San Salvador Toeschouwers: 8.000 Scheidsrechter: onbekend |

|                                                 |                    |       |                   |                                                                                               |
| 8 juni WK-kwalificatie № 253 «onderlinge duels» | Ecuador            | 1 – 1 | Chili             | Estadio Olimpico Atahualpa, Quito Toeschouwers: 42.225 Scheidsrechter: Benito Archundia (MEX) |
| 8 juni WK-kwalificatie № 253 «onderlinge duels» | Ariel Graziani 43' |       | 53' Marcelo Salas | Estadio Olimpico Atahualpa, Quito Toeschouwers: 42.225 Scheidsrechter: Benito Archundia (MEX) |

| Copa América |
| ------------ |

|                                                       |            |       |         |                                                                                            |
| 11 juni Copa América Groep A № 254 «onderlinge duels» | Argentinië | 0 – 0 | Ecuador | Estadio Félix Capriles, Cochabamba Toeschouwers: 17.000 Scheidsrechter: Jorge Nieves (URU) |
| 11 juni Copa América Groep A № 254 «onderlinge duels» |            |       |         | Estadio Félix Capriles, Cochabamba Toeschouwers: 17.000 Scheidsrechter: Jorge Nieves (URU) |

|                                                       |                                           |       |          |                                                                                              |
| 14 juni Copa América Groep A № 255 «onderlinge duels» | Ecuador                                   | 2 – 0 | Paraguay | Estadio Félix Capriles, Cochabamba Toeschouwers: 5.000 Scheidsrechter: Paolo Borgosano (VEN) |
| 14 juni Copa América Groep A № 255 «onderlinge duels» | Wellington Sánchez 70' Ariel Graziani 86' |       |          | Estadio Félix Capriles, Cochabamba Toeschouwers: 5.000 Scheidsrechter: Paolo Borgosano (VEN) |

|                                                       |                      |       |                                    |                                                                                              |
| 17 juni Copa América Groep A № 256 «onderlinge duels» | Chili                | 1 – 2 | Ecuador                            | Estadio Félix Capriles, Cochabamba Toeschouwers: 5.000 Scheidsrechter: Rafael Sanabria (COL) |
| 17 juni Copa América Groep A № 256 «onderlinge duels» | Fernando Vergara 51' |       | 32' Ariel Graziani 55' José Gavica | Estadio Félix Capriles, Cochabamba Toeschouwers: 5.000 Scheidsrechter: Rafael Sanabria (COL) |

|                                                            |                                                                                              |       |                                                                                             |                                                                                              |
| 22 juni Copa América Kwartfinales № 257 «onderlinge duels» | Mexico                                                                                       | 1 – 1 | Ecuador                                                                                     | Estadio Félix Capriles, Cochabamba Toeschouwers: 6.000 Scheidsrechter: Antônio Pereira (BRA) |
| 22 juni Copa América Kwartfinales № 257 «onderlinge duels» | Cuauhtémoc Blanco 17'                                                                        |       | 6' Luis Capurro                                                                             | Estadio Félix Capriles, Cochabamba Toeschouwers: 6.000 Scheidsrechter: Antônio Pereira (BRA) |
| 22 juni Copa América Kwartfinales № 257 «onderlinge duels» | Strafschoppen                                                                                |       |                                                                                             | Estadio Félix Capriles, Cochabamba Toeschouwers: 6.000 Scheidsrechter: Antônio Pereira (BRA) |
| 22 juni Copa América Kwartfinales № 257 «onderlinge duels» | Luis Hernández Claudio Suárez Cuauhtémoc Blanco Paulo César Chávez Germán Villa Joel Sánchez | 4 – 3 | Alberto Montaño Luis Capurro Ulises de la Cruz Ariel Graziani Ángel Fernández Vilson Rosero | Estadio Félix Capriles, Cochabamba Toeschouwers: 6.000 Scheidsrechter: Antônio Pereira (BRA) |

|  |  |  |  |  |  |  |  |  |

|                                                 |                     |       |                  |                                                                                                |
| 6 juli WK-kwalificatie № 258 «onderlinge duels» | Venezuela           | 1 – 1 | Ecuador          | Estadio Pachenricho Romero, Maracaibo Toeschouwers: 4.729 Scheidsrechter: Arturo Angeles (USA) |
| 6 juli WK-kwalificatie № 258 «onderlinge duels» | Gabriel Miranda 75' |       | 55' Iván Hurtado | Estadio Pachenricho Romero, Maracaibo Toeschouwers: 4.729 Scheidsrechter: Arturo Angeles (USA) |

|                                                  |                     |       |         |                                                                                               |
| 20 juli WK-kwalificatie № 259 «onderlinge duels» | Colombia            | 1 – 0 | Ecuador | Estadio Metropolitano, Barranquilla Toeschouwers: 35.000 Scheidsrechter: Márcio Rezende (BRA) |
| 20 juli WK-kwalificatie № 259 «onderlinge duels» | Antony de Ávila 87' |       |         | Estadio Metropolitano, Barranquilla Toeschouwers: 35.000 Scheidsrechter: Márcio Rezende (BRA) |

|                                                       |                  |                        |         |                                                                                       |
| 7 augustus Vriendschappelijk № 260 «onderlinge duels» | Verenigde Staten | 0 – 1                  | Ecuador | Memorial Stadium, Baltimore Toeschouwers: 13.629 Scheidsrechter: Raul Dominguez (USA) |
| 7 augustus Vriendschappelijk № 260 «onderlinge duels» |                  | 83' Wellington Sánchez |         | Memorial Stadium, Baltimore Toeschouwers: 13.629 Scheidsrechter: Raul Dominguez (USA) |

|                                                      |                                      |       |                 |                                                                                              |
| 20 augustus WK-kwalificatie № 261 «onderlinge duels» | Ecuador                              | 2 – 1 | Paraguay        | Estadio Olimpico Atahualpa, Quito Toeschouwers: 30.000 Scheidsrechter: Rodrigo Badilla (CRC) |
| 20 augustus WK-kwalificatie № 261 «onderlinge duels» | Álex Aguinaga 53' Ariel Graziani 78' |       | 5' Richart Báez | Estadio Olimpico Atahualpa, Quito Toeschouwers: 30.000 Scheidsrechter: Rodrigo Badilla (CRC) |

|                                                         |                                            |       |                                        |                                                                                        |
| 10 september Vriendschappelijk № 262 «onderlinge duels» | Brazilië                                   | 4 – 2 | Ecuador                                | Estádio Fonte Nova, Salvador Toeschouwers: onbekend Scheidsrechter: Jorge Nieves (URU) |
| 10 september Vriendschappelijk № 262 «onderlinge duels» | Denílson 16' Dodô 27' Dodô 38' Emerson 73' |       | 66' Álex Aguinaga 76' Edison Maldonado | Estádio Fonte Nova, Salvador Toeschouwers: onbekend Scheidsrechter: Jorge Nieves (URU) |

|                                                     |                    |       |         |                                                                                               |
| 12 oktober WK-kwalificatie № 263 «onderlinge duels» | Ecuador            | 1 – 0 | Bolivia | Estadio Monumental, Guayaquil Toeschouwers: 14.568 Scheidsrechter: Arturo Brizio Carter (MEX) |
| 12 oktober WK-kwalificatie № 263 «onderlinge duels» | Ariel Graziani 26' |       |         | Estadio Monumental, Guayaquil Toeschouwers: 14.568 Scheidsrechter: Arturo Brizio Carter (MEX) |

|                                                      | |       |                                                         |                                                                                               |
| 16 november WK-kwalificatie № 264 «onderlinge duels» | Uruguay                                                                                                | 5 – 3 | Ecuador                                                 | Estadio Domingo Burgueño, Maldonado Toeschouwers: 4.000 Scheidsrechter: Antonio Marrufo (MEX) |
| 16 november WK-kwalificatie № 264 «onderlinge duels» | Marcelo Saralegui 3' Marcelo Saralegui 12' Sebastián Abreu 48' Sebastián Abreu 52' Carlos Aguilera 63' |       | 2' Ariel Graziani 59' Ariel Graziani 68' Ariel Graziani | Estadio Domingo Burgueño, Maldonado Toeschouwers: 4.000 Scheidsrechter: Antonio Marrufo (MEX) |

### 1998
|                                                       |                                                                               |       |                       |                                                                                    |
| 14 oktober Vriendschappelijk № 265 «onderlinge duels» | Brazilië                                                                      | 5 – 1 | Ecuador               | RFK Stadium, Washington D.C. Toeschouwers: 18.116 Scheidsrechter: Brian Hall (USA) |
| 14 oktober Vriendschappelijk № 265 «onderlinge duels» | Marcelinho 22' Giovane Élber 35' Cafú 70' Giovane Élber 72' Giovane Élber 78' |       | 67' Ulises de la Cruz | RFK Stadium, Washington D.C. Toeschouwers: 18.116 Scheidsrechter: Brian Hall (USA) |

### 1999
|                                                       |            |       |         |                                                                                                  |
| 28 januari Vriendschappelijk № 266 «onderlinge duels» | Costa Rica | 0 – 0 | Ecuador | Estadio Alejandro Morera Soto, Alajuela Toeschouwers: 15.000 Scheidsrechter: Rónald Cedeño (CRC) |
| 28 januari Vriendschappelijk № 266 «onderlinge duels» |            |       |         | Estadio Alejandro Morera Soto, Alajuela Toeschouwers: 15.000 Scheidsrechter: Rónald Cedeño (CRC) |

|                                                       |                     |       |                  |                                                                                  |
| 31 januari Vriendschappelijk № 267 «onderlinge duels» | Ecuador             | 1 – 1 | Denemarken       | Estadio Modelo, Guayaquil Toeschouwers: 10.000 Scheidsrechter: José Carpio (ECU) |
| 31 januari Vriendschappelijk № 267 «onderlinge duels» | Eduardo Hurtado 73' |       | 89' Kim Daugaard | Estadio Modelo, Guayaquil Toeschouwers: 10.000 Scheidsrechter: José Carpio (ECU) |

|                                                       |           |       |         |                                                                                               |
| 3 februari Vriendschappelijk № 268 «onderlinge duels» | Guatemala | 0 – 0 | Ecuador | Estadio Mateo Flores, Guatemala-Stad Toeschouwers: 10.000 Scheidsrechter: Hugo Castillo (GUA) |
| 3 februari Vriendschappelijk № 268 «onderlinge duels» |           |       |         | Estadio Mateo Flores, Guatemala-Stad Toeschouwers: 10.000 Scheidsrechter: Hugo Castillo (GUA) |

|                                                        |                    |       |                                         |                                                                               |
| 10 februari Vriendschappelijk № 269 «onderlinge duels» | Peru               | 1 – 2 | Ecuador                                 | Estadio Nacional, Lima Toeschouwers: 10.000 Scheidsrechter: Ángel Ziani (PER) |
| 10 februari Vriendschappelijk № 269 «onderlinge duels» | Andrés Mendoza 39' |       | 66' Eduardo Hurtado 75' Eduardo Hurtado | Estadio Nacional, Lima Toeschouwers: 10.000 Scheidsrechter: Ángel Ziani (PER) |

|                                                        |                  |       |                                        |                                                                                         |
| 17 februari Vriendschappelijk № 270 «onderlinge duels» | Ecuador          | 1 – 2 | Peru                                   | Estadio Monumental, Guayaquil Toeschouwers: 15.000 Scheidsrechter: Roger Zambrano (ECU) |
| 17 februari Vriendschappelijk № 270 «onderlinge duels» | Cléber Chalá 68' |       | 28' Claudio Pizarro 48' Andrés Mendoza | Estadio Monumental, Guayaquil Toeschouwers: 15.000 Scheidsrechter: Roger Zambrano (ECU) |

|                                                     |        |       |         |                                                                                         |
| 14 april Vriendschappelijk № 271 «onderlinge duels» | Mexico | 0 – 0 | Ecuador | Estadio Universitario, Monterrey Toeschouwers: 25.000 Scheidsrechter: Kevin Stott (USA) |
| 14 april Vriendschappelijk № 271 «onderlinge duels» |        |       |         | Estadio Universitario, Monterrey Toeschouwers: 25.000 Scheidsrechter: Kevin Stott (USA) |

|                                                   |         |                                          |           |                                                                                               |
| 19 mei Vriendschappelijk № 272 «onderlinge duels» | Ecuador | 0 – 2                                    | Venezuela | Estadio Reales Tamarindos, Portoviejo Toeschouwers: 26.000 Scheidsrechter: Byron Moreno (ECU) |
| 19 mei Vriendschappelijk № 272 «onderlinge duels» |         | 8' Gabriel Urdaneta 56' Gabriel Urdaneta |           | Estadio Reales Tamarindos, Portoviejo Toeschouwers: 26.000 Scheidsrechter: Byron Moreno (ECU) |

|                                            |                     |       |                 |                                                                                       |
| 2 juni Canada Cup № 273 «onderlinge duels» | Ecuador             | 1 – 1 | Iran            | Commonwealth Stadium, Edmonton Toeschouwers: 5.386 Scheidsrechter: Mike Seifert (CAN) |
| 2 juni Canada Cup № 273 «onderlinge duels» | Alberto Montaño 39' |       | 65' Ali Mousavi | Commonwealth Stadium, Edmonton Toeschouwers: 5.386 Scheidsrechter: Mike Seifert (CAN) |

|                                            |                                                           |       |                 |                                                                                        |
| 4 juni Canada Cup № 274 «onderlinge duels» | Ecuador                                                   | 3 – 1 | Guatemala       | Commonwealth Stadium, Edmonton Toeschouwers: 8.865 Scheidsrechter: Jerry Proctor (CAN) |
| 4 juni Canada Cup № 274 «onderlinge duels» | Ariel Graziani 14' Agustín Delgado 48' Ariel Graziani 56' |       | 24' Carlos Ruiz | Commonwealth Stadium, Edmonton Toeschouwers: 8.865 Scheidsrechter: Jerry Proctor (CAN) |

|                                            |                  |       |                                           |                                                                                          |
| 6 juni Canada Cup № 275 «onderlinge duels» | Canada           | 1 – 2 | Ecuador                                   | Commonwealth Stadium, Edmonton Toeschouwers: 8.865 Scheidsrechter: Antonio Marrufo (MEX) |
| 6 juni Canada Cup № 275 «onderlinge duels» | Davide Xausa 50' |       | 17' Ariel Graziani 55' (e.d.) Jason DeVos | Commonwealth Stadium, Edmonton Toeschouwers: 8.865 Scheidsrechter: Antonio Marrufo (MEX) |

|                                                    |                                                                 |       |                                         |                                                                                             |
| 15 juni Vriendschappelijk № 276 «onderlinge duels» | Venezuela                                                       | 3 – 2 | Ecuador                                 | Estadio Pueblo Nuevo, San Cristóbal Toeschouwers: 9.000 Scheidsrechter: Edison Ibarra (VEN) |
| 15 juni Vriendschappelijk № 276 «onderlinge duels» | José Manuel Rey 50' Juan Enrique García 90' Ruberth Morán 90+3' |       | 15' Alberto Montaño 22' Agustín Delgado | Estadio Pueblo Nuevo, San Cristóbal Toeschouwers: 9.000 Scheidsrechter: Edison Ibarra (VEN) |

|                                                    |       |       |         |                                                                                      |
| 22 juni Vriendschappelijk № 277 «onderlinge duels» | Chili | 0 – 0 | Ecuador | Estadio Nacional, Santiago Toeschouwers: 23.282 Scheidsrechter: Daniel Giménez (ARG) |
| 22 juni Vriendschappelijk № 277 «onderlinge duels» |       |       |         | Estadio Nacional, Santiago Toeschouwers: 23.282 Scheidsrechter: Daniel Giménez (ARG) |

| Copa América |
| ------------ |

|                                                      |                                                         |       |                   |                                                                                             |
| 1 juli Copa América Groep C № 278 «onderlinge duels» | Argentinië                                              | 3 – 1 | Ecuador           | Estadio Feliciano Cáceres, Luque Toeschouwers: 3.000 Scheidsrechter: Gilberto Hidalgo (PER) |
| 1 juli Copa América Groep C № 278 «onderlinge duels» | Diego Simeone 12' Martín Palermo 54' Martín Palermo 61' |       | 77' Iván Kaviedes | Estadio Feliciano Cáceres, Luque Toeschouwers: 3.000 Scheidsrechter: Gilberto Hidalgo (PER) |

|                                                      |                                           |       |                   |                                                                                           |
| 4 juli Copa América Groep C № 279 «onderlinge duels» | Uruguay                                   | 2 – 1 | Ecuador           | Estadio Feliciano Cáceres, Luque Toeschouwers: 18.000 Scheidsrechter: Mario Sánchez (CHI) |
| 4 juli Copa América Groep C № 279 «onderlinge duels» | Marcelo Zalayeta 72' Marcelo Zalayeta 74' |       | 78' Iván Kaviedes | Estadio Feliciano Cáceres, Luque Toeschouwers: 18.000 Scheidsrechter: Mario Sánchez (CHI) |

|                                                      |                                         |       |                    |                                                                                             |
| 7 juli Copa América Groep C № 280 «onderlinge duels» | Colombia                                | 2 – 1 | Ecuador            | Estadio Feliciano Cáceres, Luque Toeschouwers: 20.000 Scheidsrechter: Masayoshi Okada (JPN) |
| 7 juli Copa América Groep C № 280 «onderlinge duels» | Neider Morantes 36' Hamilton Ricard 39' |       | 49' Ariel Graziani | Estadio Feliciano Cáceres, Luque Toeschouwers: 20.000 Scheidsrechter: Masayoshi Okada (JPN) |

|  |  |  |  |  |  |  |  |  |

|                                                       |         |       |         |                                                                                             |
| 12 oktober Vriendschappelijk № 281 «onderlinge duels» | Uruguay | 0 – 0 | Ecuador | Estadio Centenario, Montevideo Toeschouwers: onbekend Scheidsrechter: Carlos Amarilla (PAR) |
| 12 oktober Vriendschappelijk № 281 «onderlinge duels» |         |       |         | Estadio Centenario, Montevideo Toeschouwers: onbekend Scheidsrechter: Carlos Amarilla (PAR) |

|                                                       |        |       |         |                                                                                  |
| 27 oktober Vriendschappelijk № 282 «onderlinge duels» | Mexico | 0 – 0 | Ecuador | Robertson Stadium, Houston Toeschouwers: 30.000 Scheidsrechter: Ali Saheli (USA) |
| 27 oktober Vriendschappelijk № 282 «onderlinge duels» |        |       |         | Robertson Stadium, Houston Toeschouwers: 30.000 Scheidsrechter: Ali Saheli (USA) |

FEF · A-internationals · Bondscoaches · Selecties · Statistieken · Ecuadoraans vrouwenelftal · Olympisch elftal · Ecuador U21 · Ecuador U20 · Ecuador U18 · Ecuador U17
1938 – 1949 ·
1950 – 1959 ·
1960 – 1969 ·
1970 – 1979 ·
1980 – 1989 ·
1990 – 1999 ·
2000 – 2009 ·
2010 – 2019 ·
2020 − 2029
WK 2002 · 
WK 2006 · 
WK 2014
1938 · 
1939 · 
1940 · 
1941 · 
1942 · 
1943 · 1944 · 
1945 · 
1946 · 
1947 · 
1948 · 
1949 · 
1950 · 1951 · 1952 · 
1953 · 
1954 · 
1955 · 
1956 · 
1957 · 
1958 · 
1959 · 
1960 · 
1961 · 1962 · 
1963 · 
1964 · 
1965 · 
1966 · 
1967 · 1968 · 
1969 · 
1970 · 
1971 · 
1972 · 
1973 · 
1974 · 
1975 · 
1976 · 
1977 · 
1978 · 
1979 · 
1980 · 
1981 · 
1982 · 
1983 · 
1984 · 
1985 · 
1986 · 
1987 · 
1988 · 
1989 · 
1990 · 
1991 · 
1992 · 
1993 · 
1994 · 
1995 · 
1996 · 
1997 · 
1998 · 
1999 · 
2000 · 
2001 · 
2002 · 
2003 · 
2004 · 
2005 · 
2006 · 
2007 · 
2008 · 
2009 · 
2010 · 
2011 · 
2012 · 
2013 · 
2014 · 
2015 · 
2016 · 
2017 ·
2018 ·
2019 ·
2020 ·
2021 ·
2022
Argentinië ·
Armenië ·
Australië ·
Bolivia · 
Brazilië ·
Bulgarije ·
Canada ·
Chili ·
Colombia ·
Costa Rica ·
Cuba ·
Denemarken ·
DDR ·
Duitsland ·
El Salvador ·
Engeland ·
Estland ·
Finland ·
Frankrijk ·
Griekenland ·
Guatemala ·
Haïti ·
Honduras ·
Ierland ·
Irak ·
Iran ·
Italië ·
Jamaica ·
Japan ·
Joegoslavië ·
Jordanië ·
Kaapverdië ·
Koeweit ·
Kroatië · 
Libanon ·
Mexico ·
Nederland ·
Nigeria ·
Noord-Macedonië ·
Oeganda ·
Oman ·
Panama ·
Paraguay ·
Peru ·
Polen ·
Portugal ·
Qatar ·
Roemenië ·
Saoedi-Arabië ·
Schotland ·
Senegal ·
Spanje ·
Trinidad en Tobago ·
Turkije · 
Uruguay ·
Venezuela ·
Verenigde Staten ·
Wit-Rusland ·
Zambia ·
Zuid-Afrika ·
Zuid-Korea ·
Zweden ·
Zwitserland
Costa Rica (2006) · 
Duitsland (2006) · 
Engeland (2006) · 
Frankrijk (2014) · 
Honduras (2014) · 
Nederland (2022) · 
Polen (2006) · 
Qatar (2022) · 
Zwitserland (2014)
CONMEBOL: Bolivia · Chili  · Colombia · Ecuador · Uruguay · Venezuela

UEFA: Albanië · Andorra · Armenië · Azerbeidzjan · België · Bosnië en Herzegovina · Bulgarije · Cyprus · Denemarken · Duitsland · Engeland · Estland · Faeröer · Finland · Frankrijk · Georgië · Griekenland · Hongarije · IJsland · Ierland · Israël · Italië · Joegoslavië · Kroatië · Letland · Liechtenstein · Litouwen · Luxemburg · Malta · Moldavië · Nederland · Noord-Ierland · Noord-Macedonië · Noorwegen · Oekraïne · Oostenrijk · Polen · Portugal · Roemenië · Rusland · San Marino · Schotland · Slovenië · Slowakije · Sovjet-Unie ·  Spanje · Tsjechië · Tsjecho-Slowakije · Turkije · Wales · Wit-Rusland · Zweden · Zwitserland

AFC: Kazachstan

CAF: Madagaskar

CONCACAF: Belize · Canada